# Landstraßer AC
Landstraßer AC, kortweg LAC, is een Oostenrijkse voetbalclub uit Landstraße, een stadsdistrict van de hoofdstad Wenen.

## Geschiedenis
De club werd in 1911 opgericht onder de naam Athletik Club Training door Anton Sandner opgericht die ook al bij de oprichting van Sportklub Rennweg betrokken was.
In 1918 nam de club dan de naam Landstraßer Amateure aan. De succesvolste tijd voor de club was in de jaren dertig. In 1933 speelde de club voor het eerst in de professionele tweede klasse. Na drie jaar veranderde de club de naam dan ook van Amateure in AC. Er werd ook een nieuw stadion in gebruik genomen.
Na vier seizoenen in de tweede klasse, waarbij de club in het eerste jaar vierde werd, degradeerde de club naar de derde klasse. Na één seizoen kon de club terugkeren. Tijdens de Tweede Wereldoorlog moest de club gedwongen fuseren met Firmenklub Dämon en later ook met Sportklub Delka, die in 1937/38 in de tweede klasse gespeeld had en ook nog met FC Pfeil. In deze tijd was AC een heuse sportclub met ook afdelingen in turnen, atletiek, kegelen en boksen. De club kon tot aan het einde van de oorlog zijn plaats in de tweede klasse behouden en stond in 1945 zelfs aan de leiding toen het seizoen stopgezet werd door de oorlog.
In het eerste naoorlogse seizoen werd de club derde in de tweede klasse, tot dusver het beste seizoen ooit voor de club, enkel SC Hochstädt en Hakoah Wien deden het beter dat seizoen. In 1948 werd de club opnieuw derde, met twee punten achterstand op Hochstädt en één punt op 1. Schwechater SC. In het volgende seizoen volgde een verrassende degradatie. De club kon nooit meer terugkeren naar dit niveau en zakte verder weg in de anonimiteit. Tegenwoordig speelt de club in de Wiener Stadtliga (vierde klasse).

]